# Guatemala op de Olympische Spelen
Guatemala is een van de landen die deelneemt aan de Olympische Spelen. Guatemala debuteerde op de Zomerspelen van 1952. Zesendertig jaar later, in 1988, kwam het voor het eerst uit op de Winterspelen.
In Parijs nam Guatemala voor de zestiende keer deel aan de Zomerspelen, deelname aan de Winterspelen bleef beperkt tot de deelname in 1988. In 2012 werd de eerste medaille op de Olympische Spelen gewonnen. In de atletiek behaalde Erick Barrondo op het onderdeel 20 kilometer snelwandelen de zilveren medaille. In 2024 behaalde het land twee medailles op het schieten.

## Medailles en deelnames
De tabel geeft een overzicht van de jaren waarin werd deelgenomen, het aantal gewonnen medailles en de eventuele plaats in het medailleklassement.
| Zomerspelen | Zomerspelen | Zomerspelen | Zomerspelen | Zomerspelen | Zomerspelen |        | Winterspelen | Winterspelen | Winterspelen | Winterspelen | Winterspelen | Winterspelen |
| Jaar        | Goud        | Zilver      | Brons       | Totaal      | Rang        | Jaar   | Goud         | Zilver       | Brons        | Totaal       | Rang         |              |
| 1952        | 0           | 0           | 0           | 0           | -           | 1952   | -            | -            | -            | -            | -            |              |
| 1956        | -           | -           | -           | -           | -           | 1956   | -            | -            | -            | -            | -            |              |
| 1960        | -           | -           | -           | -           | -           | 1960   | -            | -            | -            | -            | -            |              |
| 1964        | -           | -           | -           | -           | -           | 1964   | -            | -            | -            | -            | -            |              |
| 1968        | 0           | 0           | 0           | 0           | -           | 1968   | -            | -            | -            | -            | -            |              |
| 1972        | 0           | 0           | 0           | 0           | -           | 1972   | -            | -            | -            | -            | -            |              |
| 1976        | 0           | 0           | 0           | 0           | -           | 1976   | -            | -            | -            | -            | -            |              |
| 1980        | 0           | 0           | 0           | 0           | -           | 1980   | -            | -            | -            | -            | -            |              |
| 1984        | 0           | 0           | 0           | 0           | -           | 1984   | -            | -            | -            | -            | -            |              |
| 1988        | 0           | 0           | 0           | 0           | -           | 1988   | 0            | 0            | 0            | 0            | -            |              |
| 1992        | 0           | 0           | 0           | 0           | -           | 1992   | -            | -            | -            | -            | -            |              |
| 1996        | 0           | 0           | 0           | 0           | -           | 1994   | -            | -            | -            | -            | -            |              |
| 2000        | 0           | 0           | 0           | 0           | -           | 1998   | -            | -            | -            | -            | -            |              |
| 2004        | 0           | 0           | 0           | 0           | -           | 2002   | -            | -            | -            | -            | -            |              |
| 2008        | 0           | 0           | 0           | 0           | -           | 2006   | -            | -            | -            | -            | -            |              |
| 2012        | 0           | 1           | 0           | 1           | 69          | 2010   | -            | -            | -            | -            | -            |              |
| 2016        | 0           | 0           | 0           | 0           | -           | 2014   | -            | -            | -            | -            | -            |              |
| 2020        | 0           | 0           | 0           | 0           | -           | 2018   | -            | -            | -            | -            | -            |              |
| 2024        | 1           | 0           | 1           | 2           | 60          | 2022   | -            | -            | -            | -            | -            |              |
| Totaal      | 1           | 1           | 1           | 3           |             | Totaal | 0            | 0            | 0            | 0            |              |              |
| Tot. Z+W    | 1           | 1           | 1           | 3           |             |        |              |              |              |              |              |              |

## Per deelnemer
| Jaar | Sport    | Olympiër       | Onderdeel              | Medaille |
| ---- | -------- | -------------- | ---------------------- | -------- |
| 2012 | Atletiek | Erick Barrondo | 20 km snelwandelen (m) | Zilver   |

Afghanistan · Albanië · Algerije · Amerikaans-Samoa · Amerikaanse Maagdeneilanden · Andorra · Angola · Antigua en Barbuda · Argentinië · Armenië · Aruba · Australië · Azerbeidzjan · Bahama's · Bahrein · Bangladesh · Barbados · België · Belize · Benin · Bermuda · Bhutan · Bolivia · Bosnië en Herzegovina · Botswana · Brazilië · Britse Maagdeneilanden · Brunei · Bulgarije · Burkina Faso · Burundi · Cambodja · Canada · Centraal-Afrikaanse Republiek · Chili · China · Chinees Taipei · Colombia · Comoren · Congo-Brazzaville · Congo-Kinshasa · Cookeilanden · Costa Rica · Cuba · Cyprus · Denemarken · Djibouti · Dominica · Dominicaanse Republiek · Duitsland · Ecuador · Egypte · El Salvador · Equatoriaal-Guinea · Eritrea · Estland · Ethiopië · Fiji · Filipijnen · Finland · Frankrijk · Gabon · Gambia · Georgië · Ghana · Grenada · Griekenland · Groot-Brittannië · Guam · Guatemala · Guinee · Guinee-Bissau · Guyana · Haïti · Honduras · Hongarije · Hongkong · Ierland · IJsland · India · Indonesië · Irak · Iran · Israël · Italië · Ivoorkust · Jamaica · Japan · Jemen · Jordanië · Kaaimaneilanden · Kaapverdië · Kameroen · Kazachstan · Kenia · Kirgizië · Kiribati · Koeweit · Kosovo · Kroatië · Laos · Lesotho · Letland · Libanon · Liberia · Libië · Liechtenstein · Litouwen · Luxemburg · Madagaskar · Malawi · Malediven · Maleisië · Mali · Malta · Marokko · Marshalleilanden · Mauritanië · Mauritius · Mexico · Micronesië · Moldavië · Monaco · Mongolië · Montenegro · Mozambique · Myanmar · Namibië · Nauru · Nederland · Nepal · Nicaragua · Nieuw-Zeeland · Niger · Nigeria · Noord-Korea · Noord-Macedonië · Noorwegen · Oeganda · Oekraïne · Oezbekistan · Oman · Oost-Timor · Oostenrijk · Pakistan · Palau · Palestina · Panama · Papoea-Nieuw-Guinea · Paraguay · Peru · Polen · Portugal · Puerto Rico · Qatar · Roemenië · Rusland · Rwanda · Saint Kitts en Nevis · Saint Lucia · Saint Vincent en de Grenadines · Salomonseilanden · Samoa · San Marino · Saoedi-Arabië · Sao Tomé en Principe · Senegal · Servië · Seychellen · Sierra Leone · Singapore · Slovenië · Slowakije · Somalië · Spanje · Sri Lanka · Soedan · Suriname · Swaziland · Syrië · Tadzjikistan · Tanzania · Thailand · Togo · Tonga · Trinidad en Tobago · Tsjaad · Tsjechië · Tunesië · Turkije · Turkmenistan · Tuvalu · Uruguay · Vanuatu · Venezuela · Verenigde Arabische Emiraten · Verenigde Staten · Vietnam · Wit-Rusland · Zambia · Zimbabwe · Zuid-Afrika · Zuid-Korea · Zuid-Soedan · Zweden · Zwitserland
Historische landen: Bohemen · Bondsrepubliek Duitsland · Brits-Indië · Duitse Democratische Republiek · Joegoslavië · Malaya · Nederlandse Antillen · Noord-Borneo · Noord-Jemen · Saarland · Servië en Montenegro · Sovjet-Unie · Tsjecho-Slowakije · West-Indische Federatie · Zuid-Jemen
Bijzondere deelnames: Onafhankelijke olympische atleten · Vluchtelingenteam 
 Australazië · Duits Eenheidsteam · Gemengd team · Gezamenlijk Team